# هنري إف. شايفر الثالث
هنري إف. شايفر الثالث (بالإنجليزية: Henry F. Schaefer) هو كيميائي وأستاذ جامعي أمريكي، ولد في 8 يونيو 1944 في غراند رابيدز في الولايات المتحدة.